# المسعودية (السودان)
المسعودية هي إحدى مدن السودان. تقع على بعد 50 كيلو جنوب الخرطوم داخل ولاية الجزيرة محافظة الكاملين، يوجد فيها 19000 نسمة ويعتبر المحس والخزرج أول من سكن في المنطقة وأغلب سكانها الرفاعيين بالإضافة إلى الجعلية والكواهلة والشكرية الذين امتزجوا في بوتقة إجتماعية أهلية واحدة بالتصاهر منذ زمن بعيد.
تتضمن مجمع مدارس الإبتدائية "بنين" تشمل مدرسة الشهيد الزبير ومدرسة الحنفي ومدرسة البعشي، ومدرستين إبتدائية بنات مدرسة سودة بنت ذمعة، وأسماء بنت ابو بكر كما فيها مدرسة ثانوية للبنات ومدرسة للبنين وعدة رياض أطفال، ومعهد تدريب صناعي.
أسست أول مدرسة إبتدائية عام 1946م بواسطة الشيخ شمس الدين عبد الرحمن أحمد البدوي (الحنفي) بعد سن التقاعد حيث كان معلمًا ببندر ودمدني وسميت المدرسة باسمه (الحنفي).
وفيها عدة نوادي رياضية وثقافية منها نادي الطلائع والشباب والبركان، والتضامن، وزحل، والأخوة، والشعلة وأيضا مركز الشباب والنادي القديم الذي يعد مقر للجنة الشعبية وبه بعض النشاطات من صالة التنس والمكتبة ويشمل أيضا مكتب البوستة كما يوجد فيها تسعة مساجد كبيرة، جامع الختمية قرب السوق والجامع العتيق (أقدم المساجد) ومسجد وخلاوي الشيخ الأمين الكباشي، وهي من أقدم الخلاوي في المنطقة لتدريس القرآن الكريم وعلومه حيث تضم الطلاب الوافدين الذين يقارب عددهم إلى ثلاثمائة طالب بالإضافة إلى تحفيظ أطفال القرية وأيضًا خلوة الجامع العتيق في الإجازات المدرسية والختامية وتنتظم في كل المساجد حلقات القرآن بعد صلاة الفجر والعصر التي شكلت ظاهرة اجتماعية أخوية فريدة بين الشباب والكبار..
كما توجد رابطة طلاب وخريجي المسعودية بالجامعات والمعاهد العليا، التي تأسست قبل الثمانينات وانبثقت منها جمعيات أخرى، وبمبادرة من شباب طلاب الجامعات.
تأسست صحيفة المسعودية عام 1984 م الشهرية التي تعنى بقضايا القرية الإجتماعية، الثقافية، الرياضية، والخدماتية ويكتب فيها كل شباب القرية ومنذ ذلك الحين تصدر بانتظام حتى يومنا هذا وتوزع على الأسر عبر الطلاب باشتراكات رمزية وهي مدعومة من روابط أبناء المسعودية في الخليج وأمريكا وغيرها.. وتقوم الرابطة بتنظيم عدة أسابيع ثقافية وتوعوية واحتفالات بالناجحين في الإمتحانات الرسمية والثانوية وتكريم الرعيل الأول من الرواد من أساتذة وغيرهم بالقرية، كما تم عمل ثلاث أفلام توثيقية للمسعودية (الآفاق والجزور 1_2_3) في فترات زمنية متفرقة أولها سنة 1988م، كما تم إنشاء موقع إلكتروني (منتديات المسعودية) بمبادرة من المهندس رامي موسى السني، يضمن كل أبناء وروابط المسعودية في المهجر والسودان.
عمل أهل المسعودية منذ زمن بعيد بالزراعة الجروف، الحواشات البلدات، والتجارة التي اتسعت بصورة كبيرة حيث سيطر أبناء المسعودية على أغلب سوق المعدات الكهربائية في شارع الحرية وأصبح منهم أكبر الموردين في السودان، ويوجد بالمسعودية أكبر وأقدم سوق يومي للخضار وشتى أنواع البضائع التموينية بيع بالجملة، حيث يغذي هذا السوق كل المناطق المجاورة، كما يوجد فرع البنك الزراعي يتكون من طابقين، ومركز صحي به غرفة عمليات صغيرة وعيادة أسنان وعنبرين وهو تابع للتأمين الصحي بالتعاون مع اللجنة الشعبية واتحاد المزارعين.
كما يوجد 6 آبار كبيرة تغذي القرية المحلية بالكامل.
وقام مغتربين ورجال أعمال من القرية بالتبرعات والاشتراكات الرمزية، وقد تبعت هذه الشبكة مؤخرًا بالإتفاق مع اللجنة إلى (هيئة توفير المياه).
عُرف عن أهل المسعودية منذ زمن بعيد حبهم الشديد للقرآن وإنشاد المدائح النبوية، وذلك لارتباطهم الاجتماعي ب (أم ضوان بان) و (أبو قرون) و (الكباشي), حيث وحّدت الأنساب هذه البقع القرآنية بالمسعودية، كان يذهب كثير من أبناءها منذ زمن بعيد إلى هذه الخلاوي وحفظ القرآن والتلمذة على يد الشيوخ وبعضهم أخذ التصوف، وأسسوا الخلاوي والحلق في المسعودية قبل عشرات السنين، ونادرًا ما تجد أحد أبناء القرية لم يذهب إلى هذه الخلاوي، وأيضًا ذهب كثير من شباب المسعودية قديما وحديثا إلى خلاوي (ود الفادني) و (الشيخ طه) و(الشيخ الأمين) وبعضهم ذهب الي (همشكوريب), وكانت تنتظم حتى وقت قريب جلسات المديح والذكر وقد برع أحوال الحداحيد في النظم والإنشاد، وتجد أيضا جماعات (الأحباب) الدعوة والتبليغ وأحاديثهم الإيمانية، وهناك صحوة إسلامية لنشاط الجماعات السلفية وأنصار السنة...وهناك بعض من تعلم في الأزهر الشريف قديما أمثال الشيخ عطا المنان وعبد الرحمن الأمين وأشهر رجال الدين الفكي وأحمد الافندي والبدوي وحاج بابكر والشيخ الصادق والكثير، ويتبع المساعيد المذهب المالكي في المسائل الفقهية..
وتجد من الناحية السياسة نفر قليل قديما من المثقفاتية اشتراكي أو إتحادي، لكن نسبة 98% من المساعيد لاينتمون إلى أي جهة أو طائفة أو حزب، بإستثناء طلاب الجامعات الجدد الذين يصعب تحديد انتمائهم، ولكن عموما مزاج المساعيد الفكري مع التيارات الإسلامية، ومن الرؤساء الذين زاروا المسعودية الصادق المهدي سنة 1988 م نزل بها في ساحة المدارس وتجمهر الأهالي، وبعد ذلك عمر البشير وكثيرا ما عند مروره بطريق مدني، وشوهد فجأة وهو يصلي الجمعة في مسجد القرية دون أن يعلم أحد.